# 光勝寺 (山梨県市川三郷町)
光勝寺（こうしょうじ）は山梨県西八代郡市川三郷町上野にある寺院。宗派は高野山真言宗。山号は市瀬山。本尊は千手観世音菩薩。甲斐国三十三観音霊場の第3番札所。甲斐百八霊場の第94番札所。

## 概要
寺記によれば、承久2年（1220年）に宥教が真言宗の密教の道場として創建したという。しかし、『甲斐国志』によれば宥教の前に9代の住職がいたという。山号は、芦川の水上ということで「一瀬山光勝寺」と称したが、『甲斐国志』によれば「市瀬山花勝寺」と称していた。
光勝寺は 甲府から 河内地方（峡南）を経由して富士川を南下して駿河国へ至る河内路（駿州往還）沿いにあり、鎌倉時代に鎌倉幕府や源頼朝に仕えていた武田氏は、相模国,駿河国,伊豆国への往還のたびに天下泰平・武運長久を祈願していたという。そのため武田信光から寺領を寄進された。武田氏の祈願寺であるとともに、元亨年間（1321年-1324年）には、後醍醐天皇の 勅願寺ともなった。永禄年間（1558年-1570年）には、火災により堂宇が全焼し衰退した。天正11年（1583年）には徳川家康から寺領を寄進され、寛永19年（1642年）には徳川家光から寺領を寄進され、江戸幕府や歴代将軍からも庇護されたが、万治年間（1658年-1661年）には無住となった。そして寛文年間（1661年-1671年）には、現在の堂宇が再建された。
光勝寺の千手観音菩薩は、66年に一度開帳されることから、甲斐国三十三観音霊場の3番札所の観音として信仰を集めた。

## 伽藍
- 本堂（観音堂）
- 山門（仁王門）
- 弘法大師堂

## 文化財
市川三郷町指定有形文化財
- 光勝寺の仁王門[4][5]
- 千手観世音菩薩像[6][7]
- 不動明王像[6][7]
- 毘沙門天王像[6][7]

いずれも、1990年（平成2年）10月22日に三珠町により指定され、市川三郷町に引き継がれた。

## 御詠歌
いちの瀬や
一世を登る
迎い舟
後の世までも
たのもしきかな

## 前後の札所
甲斐国三十三観音霊場
2  永源寺　--　3  光勝寺　--　4  長谷寺
甲斐百八霊場
93  永泰寺　--　94  光勝寺　--　95  薬王寺　

## 周辺
- 薬王寺 - 甲斐国三十三観音霊場第１番札所
- 東海旅客鉄道（JR東海）CC 身延線 芦川駅
- みたまの湯（三珠地区）
- 大門碑林公園 （市川大門地区）
- 歌舞伎文化公園 （上野地区）